# Journal of fixed point theory and applications
Journal of fixed point theory and applications is een internationaal, aan collegiale toetsing onderworpen wetenschappelijk tijdschrift op het gebied van de
wiskunde.
De naam wordt in literatuurverwijzingen meestal afgekort tot J. Fix. Point. Theory. A.
Het wordt uitgegeven door Springer Science+Business Media en verschijnt 4 keer per jaar.
Het eerste nummer verscheen in 2007.